# 林州市
林州市（りんしゅうし）は中華人民共和国河南省安陽市に位置する県級市。
1960年代、山に囲まれ旱魃に苦しんでいた林県（当時）では、10年の歳月をかけて住民が自力で岩山を掘りぬき、漳河の水を引く運河・紅旗渠を建設した。この紅旗渠は灌漑に使われ、現在は中華人民共和国全国重点文物保護単位に指定されている。

## 行政区画
- 街道:開元街道、振林街道、竜山街道、桂園街道
- 鎮:合澗鎮、臨淇鎮、東姚鎮、横水鎮、河順鎮、任村鎮、姚村鎮、陵陽鎮、原康鎮、五竜鎮、採桑鎮、東崗鎮、桂林鎮、茶店鎮、石板岩鎮、黄華鎮